# Inocybaceae
A Inocybaceae é uma família de fungos da ordem Agaricales, a maior ordem de fungos formadores de cogumelos. Por sua vez, a Inocybaceae é uma das maiores famílias de Agaricales (cogumelos com lamelas). Essa família apresenta uma ecologia ectomicorrízica. Os membros dessa família têm uma ampla distribuição em áreas tropicais e temperadas.

## Taxonomia
O gênero-tipo da Inocybaceae, Inocybe, foi originalmente descrito por Elias Magnus Fries em 1821, como uma "tribo" dentro de um amplo gênero de cogumelos, Agaricus. Em 1863, Fries elevou  Inocybe à categoria de gênero.
O gênero Inocybe tinha sido tradicionalmente colocado na família Cortinariaceae. Apesar disso, o taxonomista holandês Walter Jülich colocou o gênero em sua própria família, a Inocybaceae. Posteriormente, foi demonstrado que a Cortinariaceae é polifilética. Além disso, as análises filogenéticas das regiões de subunidades da RNA polimerase II RPB1 e RPB2 e rDNA de uma variedade de Inocybe e táxons relacionados apoiaram o reconhecimento de Jülich de elevar Inocybaceae a nível de família. Em seu Dictionary of the Fungi de 2008, Kirk e colegas não fizeram distinção entre Inocybaceae e Crepidotaceae, mas as fundiram em uma única família que chamaram de Inocybaceae. Desde então, a literatura dividiu a classificação dada por Kirk não apenas em Inocybaceae e Crepidotaceae, mas também em Tubariaceae e Chromocyphellaceae.
A Inocybaceae como uma família independente agora está dividida em 7 clados diferentes, todos reconhecidos com classificação genérica: Auritella, Inocybe sensu stricto, Inosperma, Mallocybe, Nothocybe, Pseudosperma e Tubariomyces. Estima-se que Inocybe (o maior gênero dentro de Inocybaceae) contenha cerca de 1.125 espécies conhecidas; Pseudosperma com mais de 90 espécies;  Inosperma com mais de 70 espécies; Mallocybe com mais de 60 espécies; Auritella com cerca de 10 espécies; Nothocybe e Tubariomyces com um número desconhecido de espécies, mas estima-se que sejam em número pequeno.
Em um estudo molecular de 2019, Matheny e colegas usaram análises filogenéticas de seis genes para determinar as relações dentro da família. Eles recuperaram Nothocybe como irmã de Inocybe, enquanto os membros da seção Rimosae de Inocybe formaram uma linhagem que divergiu do ancestral das duas anteriores e, portanto, reclassificaram-na como um gênero Pseudosperma. Outro ramo dá origem a outras quatro linhagens - o gênero Auritella, o que antes era Inocybe subgênero Mallocybe (atualmente Mallocybe), Tubariomyces e Inosperma (anteriormente Inocybe subgênero Inosperma).

## Distribuição
As Inocybaceae são muito comuns nas regiões temperadas do norte, mas também são encontradas nos trópicos e no Hemisfério Sul. Membros dessa família também foram encontrados na África, na Austrália, na região neotropical, na Nova Zelândia, na zona temperada do norte, nos paleotrópicos, no sudeste da Ásia, na América do Sul e na zona temperada do sul.

## Ecologia
Os membros da Inocybaceae são ectomicorrízicos, que é uma forma especializada de simbiose com plantas que geralmente são consideradas mutuamente benéficas. Estima-se que elas possam formar micorrizas com pelo menos 23 famílias de plantas. A maioria das espécies tende a preferir solos calcários a neutros e são frequentemente encontradas nas bordas de trilhas, estradas, parques ou outros habitats urbanos.